# 科金斯克
科金斯克（Коди́нск）是俄羅斯克拉斯諾亞爾斯克邊疆區東部的一個城市，距區府克拉斯諾亞爾斯克以北735公里的安加拉河畔。2002年人口14,746人。
1977年建立。1989年設市。
58°41′N 99°11′E / 58.683°N 99.183°E